# سازدهنی (فیلم)
سازدهنی فیلمی ایرانی به کارگردانی امیر نادری و محصول سال ۱۳۵۲ است.

## جوایز
- مدال طلای شهر جیفونی، سال ۱۳۶۹
- جایزه گریفون برنزی یادبود دومنیکو مکولی ۱۳۶۹